# تاشي تسيرينغ
تاشي تسيرينغ (بالنيبالية: तासी छिरिङ)‏ هو لاعب كرة قدم نيبالي في مركز الدفاع، ولد في 22 أبريل 1973 في نيبال. شارك مع منتخب التبت لكرة القدم ومنتخب نيبال لكرة القدم. أما مع النوادي، فقد لعب مع Manang Marshyangdi Club ‏.

## وصلات خارجية
- تاشي تسيرينغ على موقع الاتحاد الدولي (مؤرشف)  (الإنجليزية)
- تاشي تسيرينغ على موقع ناشيونال فوتبول تيمز (الإنجليزية)